# آسترید یوهانسن
آسترید یوهانسن (انگلیسی: Astrid Johannessen؛ زادهٔ ۱۰ ژانویهٔ ۱۹۷۸) بازیکن فوتبال اهل نروژ است.
از باشگاه‌هایی که در آن بازی کرده‌است می‌توان به باشگاه فوتبال زنان فولام اشاره کرد.
وی همچنین در تیم ملی فوتبال زنان نروژ بازی کرده‌است.